# Gabriela Dabrowská
Gabriela Dabrowská (nepřechýleně Dabrowski, * 1. dubna 1992 Ottawa) je kanadská profesionální tenistka. Na grandslamu zvítězila v ženské čtyřhře US Open 2023 s Erin Routliffeovou. Smíšené soutěže ovládla na French Open 2017 s Rohanem Bopannou a na Australian Open 2018 po boku Mateho Paviće. Ve své dosavadní kariéře na okruhu WTA Tour vyhrála osmnáct deblových turnajů včetně Turnaje mistryň 2024 a čtyř turnajů v kategorii WTA 1000. V rámci okruhu ITF získala tři tituly ve dvouhře.
Na žebříčku WTA byla ve dvouhře nejvýše klasifikována v listopadu 2014 na 164. místě a ve čtyřhře pak v červenci 2024 na 3. místě. Trénuje ji Brit Dan Kiernan a dlouhodobě také otec Yurek Dabrowski.
V kanadském týmu Billie Jean King Cupu debutovala v roce 2013 základním blokem 1. skupiny americké zóny proti Peru, v němž vyhrála se Sharon Fichmanovou čtyřhru a pomohla tak výhře družstva 3:0 na zápasy. V roce 2023 byla členkou vítězného kanadského týmu. Do dubna 2024 v soutěži nastoupila k dvaceti šesti mezistátním utkáním s bilancí 0–5 ve dvouhře a 15–7 ve čtyřhře.
Kanadu reprezentovala na Letních olympijských hrách 2016 v Riu de Janeiru. S Eugenií Bouchardovou prohrály ve druhém kole ženské čtyřhry s pozdějšími bronzovými medailistkami Šafářovou a Strýcovou. Zúčastnila se také odložených Her XXXII. olympiády v Tokiu, kde v úvodu deblové soutěže nestačila s Sharon Fichmanovou opět na později bronzové Brazilky Pigossiovou a Stefaniovou. Také v mixu nepřešla první kolo, když s Félixem Augerem-Aliassimem vypadli s Řeky Sakkariovou a Stefanosem Tsitsipasem. Na Hrách XXXIII. olympiády v Paříži vybojovala s Augerem-Aliassimem bronzovou medaili ve smíšené soutěži.

## Soukromý život
Poté co si v roce 2023 nahmatala bulku v prsu, jí byl v polovině dubna 2024 diagnostikován karcinom prsu. Následoval chirurgický zákrok a tříměsíční absence na okruhu, kam se vrátila vítěznou červnovou čtyřhrou na Notthingham Open 2024. Aby odehrála Wimbledon a pařížskou olympiádu pozdržela další léčbu. Na Nový rok 2025 uvedla, že díky včasnému záchytu už byla „v pořádku“.

## Tenisová kariéra

### 2006
Kariéru mezi dospělými zahájila na turnaji v Hamiltonu, kde v prvním kole porazila americkou kvalifikantku Kit Carsonovou 6–3, 6–3. Ve druhém kole prohrála s nasazenou jedničkou a krajankou Aleksandrou Wozniakovou poměrem 1–6 a 2-6. Pak se přesunula na turnaj v Quebecu, kde startovala v kvalifikaci na divokou kartu. V prvním zápase zdolala Američanku Story Tweedie-Yatesovou 6–2 a 7–5. Ve druhém kole nestačila na další krajanku Abigail Spearsovou ve dvou setech 0–6 a 3–6.
Rok zakončila prohrou v prvním kole turnaje okruhu ITF v Torontu, v němž nestačila na Valerií Tetreaultovou 3–6 a 4–6.

### 2007
Sezónu otevřela na okruhu ITF v polském Olecku. V prvním kole vypadla s Volhou Dukovou 6–1, 3–6 a 6–7. Po roce se vrátila do Hamiltonu, kde obhajovala druhé kolo. Úvodní duel proti kvalifikantce Daniele Cowellové otočila výsledkem 3–6, 7–5 a 6–1. Ve druhém kole nestačila na Irinu Falconiovou po hladkém průběhu 0–6, 2–6.
Poté odcestovala na torontský Canada Masters, kde odešla poražena z prvního kola kvalifikace od osmé nasazené Caroliny Wozniacké 0–6, 3–6. Na Bell Challenge v Quebecu vyřadila v kvalifikaci krajanku Heidi El Tabakhovou 7–5 a 6–2. Ve druhém kvalifikačním kole ji však stopku do hlavní soutěže vystavila druhá nasazená Švédka Sofia Arvidssonová po setech 1–6, 2–6.
Rok zakončila na turnaji ITF v Torontu, kde v prvním kvalifikačním kole přehrála Alexandru Odelovou Michelsovou poměrem 6–1 a 7–6. Ve druhém ji oplatila čerstvou porážku Heidi El Tabakhová 7–6, 6–7 a 2–6.

### 2008
Sezónu rozehrála na turnaji ITF v St. Leo, kde skončila v prvním kole kvalifikace po prohře s Kimberly Coutsovou 2–6, 6–2 a 4–6. Následoval turnajem v Cali. V kvalifikaci porazila Gabi Rojasovou 6–2, 6–2 a Gabrielu Mejiu Tenoriovou 6–2 a 7–6, Na úvod hlavní soutěže podlehla nejvýše nasazené Martině Müllerové 6–2, 2–6 a 5–7. Dalším z turnajů okruhu ITF se stala událost ve Fort Walton Beach. V kvalifikaci porazila Gabrielu Pazovou po setech 7–6, 6–3 a také Irinu Falconiovou 7-6, 1-6 a 7-6. V hlavní soutěži ji vyřadila druhá nasazená Barbora Záhlavová-Strýcová výsledkem 1–6 a 4–6.
V kvalifikaci události ITF v Pelhamu oplatila porážku ze začátku roku Kimberly Coutsové poměrem 6–3, 6–3. Ve druhém kvalifikačním kole podlehla zkušené Mirjaně Lučićové 6–2, 1–6 a 2–6. Do hlavní soutěže prošla jako šťastná poražená. V úvodní fázi však za stavu 6–4, 1–6 a 0–4 skrečovala duel proti Carle Gulliksonové. V kvalifikaci turnaje ITF v Palm Beach znovu zdolala Heidi El Tabakhovou 6–1 a 6–2. Ve druhém kole kvalifikace vyřadila Nicole Leimbachovou 6–2 a 6–3, aby v hlavní soutěži nestačila na Marii Iryogenovou poměrem 4–6 a 1–6.
Následná akce IT v Landisville znamenala rychlou porážku od Alexandry Müllerové ve dvou sadách 2–6, 4–6. Opět si zahrála kvalifikaci Rogers Cupu, kde v prvním kole prohrála 4–6 a 2–6 s Chanelle Scheepersovou. Na dalších čtyřech událostech túry ITF nepřešla přes první kola, nebo vypadla již v kvalifikaci. Také v Torontu skončila v kvalifikaci s Raquel Kopsovou-Jonesovou po debaklu 0–6 a 1–6.

### 2009
Sezóna nepřinesla výkonnostní zlepšení. Z jedenácti turnajů, na kterých startovala, postoupila pouze na jediném do hlavní soutěže.
V Lutzu prohrála s izraelskou hráčkou Julií Gluškovou hladce 2–6 a 1–6. V Charletosville prošla jedinkrát z kvalifikace. V prvním kole ji však uštědřila drtivou porážku Carly Gullicksonová po setech 0–6, 1–6. Kvalifikační fáze události v Raleigh znamenala porážku od Mirjany Lučićové výsledkem 2–6 a 0–6. Na závěrečné akci okruhu ITF v Toronu podlehla Rebecce Marinové 4–6 a 2–6.

### 2010
Sezónu zahájila úspěšnou kvalifikací v Osprey, kde vyřadila Megan Falconovou 6–3, 6–2 a poté si poradila s Tiffany Wetfordovou poměrem 4–6, 6–1 a 7–5. V prvním kole skončila na raketě Marie Iryogenové 2–6, 2–6. V Charlettosvile jí na úvod zastavila nasazená Johanna Kontaová po setech 4–6 a 4–6.
V Indian Harbour Beach odešla poražena od Tamaryn Handlerové 3–6, 6–2 a 2–6. Vítězného zápasu dosáhla nad Lenou Litvakovou v ontarijském Waterloo, když vyhrála 6–4 a 6–4. Následně jí vyřadila Tiffany Wetfordova 4-6 a 3-6. Vancouverský turnaj znamenal výhru nad osmdesátou osmou hráčkou žebříčku Aliciou Molikovou z Austrálie výsledkem 6–3, 6–1. Další zápas proti Christině McHaleové však nezvládla po sadách 1–6 a 4–6. Získané body jí pomohly do kvalifikace montréalského Rogers Cupu, kde přešla přes Stephanii Cohenovou-Alorovou 6–3, 6–2. Ve druhé fázi ukončila její naděje na hlavní soutěž Alizé Cornetová ve dvou setech 1–6 a 3–6.
Quebecký Bell Challenge znamenal kvalifikační výhru nad Ashley Weinholdovou 6–4, 4–6 a 6–4, aby ji do hlavní soutěže nepustila zkušenější Stéphanie Foretzová Gaconová po výsledku 3–6 a 3–6. Na události ITF v Saguenay na úvod zdolala Chloe Jonesovou 7–5 a 6–3, aby její cestu pavoukem ukončila Valerie Tetraveultová po setech 2–6, 6–4 a 3–6. Rok zakončila senzační výhrou nad Christinou McHaleovou 6–3 a 6–4. Ve druhém kole nestačila na Jelenu Pandzicovou, poměrem 7–5, 2–6 a 3–6.

### 2011
Rok začala na turnaji ITF v Plantanion, tam v prvním kole kvalifikace porazila Sonyu Latychevovou 6-1/6-3. Olga Pučkovová ji ve druhém kole kvalifikace porazila 6-4/6-3. V Midlandu v kvalifikaci podlehla 6-4/6-4 Alexe Glatchové. V Hammondu v 1. kole kvalifikace porazila Nidiyu Kichenokovou 2-6/7-5/6-0. Ve druhém kole kvalifikace prohrála s Marií Fernandou Alvarezovou Teranovou 4-6/3-6. V Clearwaterské kvalifikaci porazila náhradnici Alexandru Šivcovou 6-1/6-0. Ve druhém kvalifikačním kole prohrála s Melindou Czinkovou 4-6/2-6. Na turnaji WTA v Charlestonu porazila v kvalifikaci 3. nasazenou Džunri Namigatovou 6-4/1-6/6-2. Ve druhém kole kvalifikace prohrála se 13.nasazenou Sloane Stephensovou 3-6/1-6. Na turnaji ITF v Osprey vyhrála kvalifikaci, porazila Idu Krnicovou 6-1/6-1, a Taru Moorovou 4-6/7-5/6-0. V prvním kole hlavní soutěže prohrála s Caroline Garciaovou 2-6/0-6. V kvalifikaci v Dothanu porazila Erin Stephensovou 6-3/6-1 a Vivian Segnini 6-2/6-3. V posledním kole kvalifikace porazila Melindu Czinkovou 6-0/6-3. V 1. kole hlavní soutěže prohrála s Alison Riske 1-6/3-6.

### 2012
Rok začala na turnaji ITF v Innisbrook, kde v prvním kole podlehla první nasazené Camile Giorgiové 4-6/6-4/2-6. V kvalifikaci ITF v Plantanionu prohrála s Lauren Embreeovou 3-6/4-6.
Na dalších dvou turnajích ITF v Midlandu a Nassau neprošla kvalifikací, nejdříve po prohře s Lindsay Lee-Watersovou 3-6/6-3/2-6 a poté po prohře s Valerií Solovjevovou 6-7(8)/1-6. Na dalším turnaji ITF, prošla kvalifikací, aby v prvním kole prohrála s 6.nasazenou Monicou Puigovou 5-7/1-6. V Pelhamu také kvalifikaci zvládla, ale znovu v prvním kole prohrála, tentokrát s Marianou Duquovou-Marinovou 1-6/2-6. V Indian Beach prohrála ve 2. kole se Samanthou Crawfordovou 3-6/1-6. V Raleigh prohrála znovu ve 2. kole s Heidi El Tabakhovou 4-6/6-4/3-6. Další dva turnaje ITF prohrává v 1. kolech, ale pak se probojovává do čtvrtfinále turnaje ITF, když nejdřív poráží Victorii Larrieriovou a Šúko Aojamovou aby ve čtvrtfinále podlehla Julii Gluškové 3-6/2-6. S Gluškovou se utkává i na dalším turnaji ITF ve Vancouveru. Tam v 1. kole poráží Alexu Glatčovou 6-3/6-4 a ve 2. kole po setech 5-7/1-6 nestačila na Julii Gluškovou. Jako držitelka divoké karty se ukázala v kvalifikaci turnaje WTA v Montrealu, kde prohrává hned první zápas s Melanií Oudínovou 3-6/0-6. Na dalším turnaji WTA v Dallasu vyhrává první zápas proti Angelině Gabuevaové 6-3/6-2 a v posledním kvalifikačním kole nestačila na Pauline Parmentierovou 5-7/4-6. Na turnaji WTA v Quebecu též postupuje do posledního kole kvalifikace když poráží Amru Sadikovičovou ze Švýcarska a Aisu Muhhamedovou z USA aby nakonec podlehla Kristině Mladenovičové 4-6/6-2/4-6. Na turnaji ITF v Rock Hill poráží v prvním kole Lenu Litvakouvou 6-0/6-1. A ve druhém kole končí na raketě Grace Minové 4-6/6-7(4). V Saguenay končí v 1. kole na raketě Michaely Hončové po setech 6-3/3-6/6-7(3). V Torontu postupuje do čtvrtfinále, výhrami nad Samanthou Crawfordovou a Rebbecou Marinovou a ve čtvrtfinále končí na raketě 1.nasazené Marie Sanchezové 5-7/6-4/0-6. Poté na turnaji ITF ve Phoenixu postupuje z kvalifikace až do semifinále. V kvalifikaci přes Asiu Muhhamedovou, Jacquelin Cakovou a Romanou Tedjakusumuovou. V hlavní soutěži poráží Alexu Glatčovou, Kristie Ahnovou a Michelle Larcherovou aby v semifinále po setech 2-6/2-6 zase nestačila na Marii Sanchezovou. V Dubaji vyhrává jeden zápas proti Emily Webleyové-Smithové a podléhá Cristině Dinuové z Rumunska 6-7(5)/2-6. Rok zakončuje na 313. místě světového žebříčku.

### 2013
Rok začíná na turnaji ITF v Innisbrooku. Tam si v prvním kole připisuje cenný skalp když poráží Catalinu Castanovou 7-5/6-4. Ve druhém kole končí na raketě Slovinky Maši Zec-Pekiričové poměrem 4-6/4-6. Jako divoká karta soutěží v kvalifikaci turnaje v Indian Wells kde v prvním kole kvalifikace podléhá Garbiñe Muguruzaové 3-6/3-6. Na své šňůře po turnajích WTA pokračuje na turnaji v Monterrey. Tam poráží v 1. kole kvalifikace Tamarine Tanasugarnovou 6-1/6-2. Ve 2. kole prohrává s Argentinkou Marií Irigoyenovou 1-6/2-6. Pak hraje na turnaji ITF v Německém Wiesbadenu. Tam 1. kole kvalifikace smetla Verenu Schmidovou 6-1/6-0 a ve 2. kole přešla přes Annu Shkudunovou 6-0/6-7/6-2. V 1. kole hlavní soutěže nezvládla zápas s další úspěšnou kvalifikantkou Gabrielou Ce po setech 6-4/4-6/4-6. Poté hrála znovu kvalifikaci na turnaji ITF v Trnavě. Porazila Terezu Smítkovou 6-3/6-0 a Jill Craybasovou 5-7/6-1/7-5. V posledním kole kvalifikace podlehla polce Katarzyně Kawaové 2-6/6-7. Poté hrála na turnaji ITF v Praze. Tam postoupila z kvalifikace, ve které porazila Dianu Markincevicovou z Lotyšska, Mayyu Katsitadzeovou z Ruska a Alexandru Sasnovichovou z Běloruska. V hlavní soutěži ji v prvním kole za stavu 5-1 skrečovala Alexa Glatchová. Ve 2. kole nestačila poměrem 4-6/6-1/5-7 na Janu Čepelovou. Poté hrála na turnaji WTA v Bruselu. Tam sice ve druhém kole kvalifikace prohrála s Alexandrou Sasnovichovou, ale po boku Šachar Peerové si došla pro své první finále na okruhu WTA. V něm, ale podlehly páru Anna-Lena Grönefeldová a Květa Peschkeová 0-6/3-6. Po boku Sharon Fichmanové hrála finále na turnaji ITF v Nottinghamu. Ve dvouhře zde vrátila prohru Čepelové, kterou porazila 2-6/6-4/7-6. Ve 2. kole prohrála s Petrou Martičovou po setech 6-1/1-6/6-7. Potom si zahrála v kvalifikaci turnaje WTA v Birminghamu, kde poráží Olivii Rogowskou 6-3/7-6 v 1. kole kvalifikace. Ve 2. kole prohrává s Alison Riskeovou 2-6/1-6. V Eastbourne na turnaji WTA dochází do posledního kola kvalifikace. Poráží Mandy Minellaovou 7-5/6-1 a Mirjanu Lučičovou 7-5/4-6/6-1. Ve 3. fázi nestačila na pozdější finalistku Jamie Hamptonovou 2-6/1-6. Pak si došla pro finále na domácím turnaji ve Waterloo. Porazila Alexandru Muellerovou 7-6/6-3, Lenu Litvakovou 6-4/6-3, Šaron Fichmanovou 6-4/1-6/7-5, Ons Jabeurovou 6-4/6-3. Ve finále prohrává s Julií Gluškovovou 1-6/3-6. Pak na turnaji ITF v Yakimě porazila Robin Andersonovou 6-3/6-2, ale v osmifinále ji porazila Shelby Rogersová 1-6/3-6. Ve Stanfordu si zahrála kvalifikaci. Nejdřív poráží Tori Kinardovou 6-4/2-6/7-5, ale v posledním kole kvalifikace prohrává s loňskou finalistkou Coco Vandeweghovou 4-6/1-6. Na domácím turnaji ITF ve Vancouveru nestačila hned v 1. kole na Kurumi Naraovou 1-6/3-6. Na turnaji v Torontu porazila Karolínu Plíškovou 6-4/6-2, pak ale znovu podlehla Julii Gluškové, tentokrát 3-6/4-6.

## Finále na Grand Slamu

### Ženská čtyřhra: 3 (1–2)
| Stav       | rok  | turnaj    | povrch | spoluhráčka       | soupeřky ve finále                    | výsledek           |
| ---------- | ---- | --------- | ------ | ----------------- | ------------------------------------- | ------------------ |
| Finalistka | 2019 | Wimbledon | tráva  | Sü I-fan          | Barbora Strýcová Sie Šu-wej           | 2–6, 4–6           |
| Vítězka    | 2023 | US Open   | tvrdý  | Erin Routliffeová | Laura Siegemundová Věra Zvonarevová   | 7–6(11–9), 6–3     |
| Finalistka | 2024 | Wimbledon | tráva  | Erin Routliffeová | Kateřina Siniaková Taylor Townsendová | 6–7(5–7), 6–7(1–7) |

### Smíšená čtyřhra: 4 (2–2)
| Stav       | rok  | turnaj          | povrch | spoluhráčka   | soupeři ve finále                          | výsledek              |
| ---------- | ---- | --------------- | ------ | ------------- | ------------------------------------------ | --------------------- |
| Vítězka    | 2017 | French Open     | antuka | Rohan Bopanna | Anna-Lena Grönefeldová Robert Farah Maksúd | 2–6, 6–2, [12–10]     |
| Vítězka    | 2018 | Australian Open | tvrdý  | Mate Pavić    | Tímea Babosová Rohan Bopanna               | 2–6, 6–4, [11–9]      |
| Finalistka | 2018 | French Open     | antuka | Mate Pavić    | Latisha Chan Ivan Dodig                    | 1–6, 7–6(7–5), [8–10] |
| Finalistka | 2019 | French Open     | antuka | Mate Pavić    | Latisha Chan Ivan Dodig                    | 1–6, 6–7(5–7)         |

## Finále Turnaje mistryň

### Čtyřhra: 1 (1–0)
| Stav    | rok  | turnaj                            | povrch    | spoluhráčka       | soupeřky ve finále                    | výsledek |
| ------- | ---- | --------------------------------- | --------- | ----------------- | ------------------------------------- | -------- |
| Vítězka | 2024 | WTA Finals, Rijád, Saúdská Arábie | tvrdý (h) | Erin Routliffeová | Kateřina Siniaková Taylor Townsendová | 7–5, 6–3 |

## Zápasy o olympijské medaile

### Smíšená čtyřhra: 1 (1 bronz)
| Stav  | rok  | turnaj         | povrch | spoluhráč             | soupeři v zápase o medaili     | výsledek      |
| ----- | ---- | -------------- | ------ | --------------------- | ------------------------------ | ------------- |
| Bronz | 2024 | Paříž, Francie | antuka | Félix Auger-Aliassime | Demi Schuursová Wesley Koolhof | 6–3, 7–6(7–2) |

## Finále na okruhu WTA Tour

### Čtyřhra: 38 (18–20)
| Legenda                                        |
| ---------------------------------------------- |
| Grand Slam (1–2)                               |
| Turnaj mistryň (1–0)                           |
| Premier Mandatory & Premier 5 / WTA 1000 (4–9) |
| Premier / WTA 500 (6–6)                        |
| International / WTA 250 (6–3)                  |

| Stav       | č.  | datum             | turnaj                                | kategorie         | povrch     | spoluhráčka                 | soupeřky ve finále                                  | výsledek              |
| ---------- | --- | ----------------- | ------------------------------------- | ----------------- | ---------- | --------------------------- | --------------------------------------------------- | --------------------- |
| Finalistka | 1.  | 25. května 2013   | Brusel, Belgie                        | Premier           | antuka     | Šachar Pe'erová             | Květa Peschkeová Anna-Lena Grönefeldová             | 0–6, 3–6              |
| Finalistka | 2.  | 13. října 2013    | Linec, Rakousko                       | International     | antuka     | Alicja Rosolská             | Karolína Plíšková Kristýna Plíšková                 | 6–7(6–8), 4–6         |
| Vítězka    | 1.  | 3. srpna 2014     | Washington, D.C., Spojené státy       | International     | tvrdý      | Šúko Aojamová               | Hiroko Kuwatová Kurumi Naraová                      | 6–1, 6–2              |
| Vítězka    | 2.  | 8. března 2015    | Monterrey, Mexiko                     | International     | tvrdý      | Alicja Rosolská             | Anastasia Rodionovová Arina Rodionovová             | 6–3, 2–6, [10–3]      |
| Finalistka | 3.  | 12. června 2016   | Nottingham, Spojené království        | International     | tráva      | Jang Čao-süan               | Andrea Hlaváčková Pcheng Šuaj                       | 5–7, 6–3, [7–10]      |
| Vítězka    | 3.  | 19. června 2016   | Mallorca, Španělsko                   | International     | tráva      | María José Martínez Sánchez | Anna-Lena Friedsamová Laura Siegemundová            | 6–4, 6–2              |
| Finalistka | 4.  | 14. ledna 2017    | Hobart, Austrálie                     | International     | tvrdý      | Jang Čao-süan               | Ioana Raluca Olaruová Olga Savčuková                | 6–0, 4–6, [5–10]      |
| Vítězka    | 4.  | 2. dubna 2017     | Miami, Spojené státy                  | Premier Mandatory | tvrdý      | Sü I-fan                    | Sania Mirzaová Barbora Strýcová                     | 6–4, 6–3              |
| Vítězka    | 5.  | 26. srpna 2017    | New Haven, Spojené státy              | Premier           | tvrdý      | Sü I-fan                    | Ashleigh Bartyová Casey Dellacquová                 | 3–6, 6–3, [10–8]      |
| Vítězka    | 6.  | 12. ledna 2018    | Sydney, Austrálie                     | Premier           | tvrdý      | Sü I-fan                    | Latisha Chan Andrea Sestini Hlaváčková              | 6–3, 6–1              |
| Vítězka    | 7.  | 18. února 2018    | Dauhá, Katar                          | Premier 5         | tvrdý      | Jeļena Ostapenková          | Andreja Klepačová María José Martínezová Sánchezová | 6–3, 6–3              |
| Vítězka    | 8.  | 30. června 2018   | Eastbourne, Spojené království        | Premier           | tráva      | Sü I-fan                    | Irina-Camelia Beguová Mihaela Buzărnescuová         | 6–3, 7–5              |
| Finalistka | 5.  | 7. října 2018     | Peking, Čína                          | Premier Mandatory | tvrdý      | Sü I-fan                    | Andrea Sestini Hlaváčková Barbora Strýcová          | 6–4, 4–6, [8–10]      |
| Finalistka | 6.  | 11. května 2019   | Madrid, Španělsko                     | Premier Mandatory | antuka     | Sü I-fan                    | Sie Šu-wej Barbora Strýcová                         | 3–6, 1–6              |
| Vítězka    | 9.  | 25. května 2019   | Norimberk, Německo                    | International     | antuka     | Sü I-fan                    | Sharon Fichmanová Nicole Melicharová                | 4–6, 7–6(7–5), [10–5] |
| Finalistka | 7.  | 14. července 2019 | Wimbledon, Londýn, Spojené království | Grand Slam        | tráva      | Sü I-fan                    | Barbora Strýcová Sie Šu-wej                         | 2–6, 4–6              |
| Finalistka | 8.  | 18. ledna 2020    | Adelaide, Austrálie                   | Premier           | tvrdý      | Darija Juraková             | Nicole Melicharová Sü I-fan                         | 6–2, 5–7, [5–10]      |
| Finalistka | 9.  | 28. února 2020    | Dauhá, Katar                          | Premier 5         | tvrdý      | Jeļena Ostapenková          | Sie Šu-wej Barbora Strýcová                         | 2–6, 7–5, [2–10]      |
| Finalistka | 10. | 25. října 2020    | Ostrava, Česko                        | Premier           | tvrdý (h)  | Luisa Stefaniová            | Elise Mertensová Aryna Sabalenková                  | 1–6, 3–6              |
| Finalistka | 11. | 8. května 2021    | Madrid, Španělsko                     | WTA 1000          | antuka     | Demi Schuursová             | Barbora Krejčíková Kateřina Siniaková               | 4–6, 3–6              |
| Finalistka | 12. | 8. srpna 2021     | San José, Spojené státy               | WTA 500           | tvrdý      | Luisa Stefaniová            | Darija Juraková Andreja Klepačová                   | 1–6, 5–7              |
| Vítězka    | 10. | 15. srpna 2021    | Montréal, Kanada                      | WTA 1000          | tvrdý      | Luisa Stefaniová            | Darija Juraková Andreja Klepačová                   | 6–3, 6–4              |
| Finalistka | 13. | 21. srpna 2021    | Cincinnati, Spojené státy             | WTA 1000          | tvrdý      | Luisa Stefaniová            | Samantha Stosurová Čang Šuaj                        | 5–7, 3–6              |
| Vítězka    | 11. | 7. května 2022    | Madrid, Španělsko                     | WTA 1000          | antuka     | Giuliana Olmosová           | Desirae Krawczyková Demi Schuursová                 | 7–6(7–1), 5–7, [10–7] |
| Finalistka | 14. | 15. května 2022   | Řím, Itálie                           | WTA 1000          | antuka     | Giuliana Olmosová           | Veronika Kuděrmetovová Anastasija Pavljučenkovová   | 6–1, 4–6, [7–10]      |
| Vítězka    | 12. | 18. září 2022     | Čennaí, Indie                         | WTA 250           | tvrdý      | Luisa Stefaniová            | Anna Blinkovová Natela Dzalamidzeová                | 6–1, 6–2              |
| Vítězka    | 13. | 25. září 2022     | Tokio, Japonsko                       | WTA 500           | tvrdý      | Giuliana Olmosová           | Nicole Melichar-Martinezová Ellen Perezová          | 6–4, 6–4              |
| Finalistka | 15. | 16. října 2022    | San Diego, Spojené státy              | WTA 500           | tvrdý      | Giuliana Olmosová           | Coco Gauffová Jessica Pegulaová                     | 6–1, 5–7, [4–10]      |
| Vítězka    | 14. | 10. září 2023     | US Open, New York, Spojené státy      | Grand Slam        | tvrdý      | Erin Routliffeová           | Laura Siegemundová Věra Zvonarevová                 | 7–6(11–9), 6–3        |
| Finalistka | 16. | 23. září 2023     | Guadalajara, Mexiko                   | WTA 1000          | tvrdý      | Erin Routliffeová           | Storm Hunterová Elise Mertensová                    | 6–3, 2–6, [4–10]      |
| Vítězka    | 15. | 15. října 2023    | Čeng-čou, Čína                        | WTA 500           | tvrdý      | Erin Routliffeová           | Šúko Aojamová Ena Šibaharaová                       | 6–2, 6–4              |
| Finalistka | 17. | 31. března 2021   | Miami, Spojené státy                  | WTA 1000          | tvrdý      | Erin Routliffeová           | Sofia Keninová Bethanie Matteková-Sandsová          | 6–4, 6–7(5–7), [9–11] |
| Vítězka    | 16. | 16. června 2024   | Nottingham, Spojené království        | WTA 250           | tráva      | Erin Routliffeová           | Harriet Dartová Diane Parryová                      | 5–7, 6–3, [11–9]      |
| Finalistka | 18. | 29. června 2024   | Eastbourne, Spojené království        | WTA 500           | tráva      | Erin Routliffeová           | Ljudmyla Kičenoková Jeļena Ostapenková              | 7–5, 6–7(2–7), [8–10] |
| Finalistka | 19. | 13. července 2024 | Wimbledon, Londýn, Spojené království | Grand Slam        | tráva      | Erin Routliffeová           | Kateřina Siniaková Taylor Townsendová               | 6–7(5–7), 6–7(1–7)    |
| Finalistka | 20. | 12. srpna 2024    | Toronto, Kanada                       | WTA 1000          | tvrdý      | Erin Routliffeová           | Caroline Dolehideová Desirae Krawczyková            | 6–7(2–7), 6–3, [7–10] |
| Vítězka    | 17. | 9. listopadu 2024 | Rijád, Saúdská Arábie                 | Turnaj mistryň    | tvrdý (h)  | Erin Routliffeová           | Kateřina Siniaková Taylor Townsendová               | 7–5, 6–3              |
| Vítězka    | 18. | 20. dubna 2025    | Stuttgart, Německo                    | WTA 500           | antuka (h) | Erin Routliffeová           | Jekatěrina Alexandrovová Čang Šuaj                  | 6–3, 6–3              |

## Finále soutěží družstev: 1 (1–0)
| Výsledek | č. | datum a místo konání                                                                             | spoluhráčky                                                                 | soupeřky                                                                                                 | skóre |
| -------- | -- | ------------------------------------------------------------------------------------------------ | --------------------------------------------------------------------------- | --- | ----- |
| Vítězka  | 1. | Billie Jean King Cup 2023 12. listopadu 2023 Sevilla, Španělsko tvrdý (hala), Estadio La Cartuja | Leylah Fernandezová Rebecca Marinová Eugenie Bouchardová Marina Stakusicová | Itálie                                                                                                   | 2–0   |
| Vítězka  | 1. | Billie Jean King Cup 2023 12. listopadu 2023 Sevilla, Španělsko tvrdý (hala), Estadio La Cartuja | Leylah Fernandezová Rebecca Marinová Eugenie Bouchardová Marina Stakusicová | Jasmine Paoliniová Martina Trevisanová Elisabetta Cocciarettová Lucia Bronzettiová Lucrezia Stefaniniová | 2–0   |